# Svetovno prvenstvo v hokeju na ledu 1999
Svetovno prvenstvo v hokeju na ledu 1999 je bilo triinšestdeseto Svetovno prvenstvo v hokeju na ledu. Potekalo je med 22. marcem in 16. majem 1999 v Oslu, Hamarju in Lillehammerju, Norveška (skupina A), Odenseju in Rødovreju, Danska (skupina B), Eindhovnu in Tilburgu, Nizozemska (skupina C) ter Krugersdorpu, Republika Južna Afrika (skupina D). Zlato medaljo je osvojila češka reprezentanca, srebrno finska, bronasto pa švedska, v konkurenci štiridesetih reprezentanc, sedmič tudi slovenske, ki je osvojila enaindvajseto mesto. To je bil za češko reprezentanco drugi naslov svetovnega prvaka oziroma osmi skupaj z naslovi češkoslovaške. 

## Dobitniki medalj
| Zlato | Srebro | Bron |
| ČeškaRoman Čechmánek Milan Hnilička Martin Prusek František Kučera Ladislav Benýšek Libor Procházka František Kaberle Jiří Vykoukal Pavel Kubina Jaroslav Špaček Jan Hlaváč David Výborný Pavel Patera Martin Procházka Viktor Ujčík David Moravec Roman Meluzín Tomáš Kucharčík Tomáš Vlasák Roman Šimíček Jan Čaloun Radek Dvořák Martin Ručinský Petr Sýkora | FinskaMika Kiprusoff Ari Sulander Vesa Toskala Marko Kiprusoff Petteri Nummelin Kimmo Timonen Aki-Petteri Berg Kari Matikainen Antti-Jussi Niemi Tony Lydman Jere Karalahti Teemu Selänne Saku Koivu Olli Jokinen Raimo Helminen Antti Törmänen Ville Peltonen Tomi Kallio Mikko Eloranta Toni Sihvonen Juha Lind Kimmo Rintanen Marko Tuomainen | ŠvedskaMagnus Eriksson Johan Hedberg Petter Rönnqvist Tommy Salo Pär Djoos Anders Eriksson Jan Huokko Thomas Johansson Kim Johnsson Hans Jonsson Jörgen Jönsson Christer Olsson Daniel Alfredsson Nichlas Falk Jan Larsson Jesper Mattsson Ove Molin Peter Nordström Markus Näslund Michael Nylander Samuel Påhlsson Daniel Sedin Henrik Sedin Niklas Sundström |

## Končni vrstni red
1. Češka
2. Finska
3. Švedska
4. Kanada
5. Rusija
6. ZDA
7. Slovaška
8. Švica
9. Belgija
10. Avstrija
11. Latvija
12. Norveška
13. Italija
14. Ukrajina
15. Francija
16. Japonska
17. Danska
18. Združeno kraljestvo
19. Kazahstan
20. Nemčija
21. Slovenija
22. Estonija
23. Poljska
24. Madžarska
25. Nizozemska
26. Romunija
27. Litva
28. Kitajska
29. Hrvaška
30. Južna Koreja
31. Bolgarija
32. Španija
33. Izrael
34. Avstralija
35. Belgija
36. Južna Afrika
37. Nova Zelandija
38. Turčija
39. Grčija
40. Islandija